# 146-я стрелковая дивизия (1-го формирования)
146-я стрелковая дивизия (1-го формирования) (146 с.д) — воинское соединение Вооружённых Сил СССР, принимавшее участие в Великой Отечественной войне.
Боевые периоды — 17-28 сентября 1939 года, 22 июня — 27 декабря 1941 года.

## История
Дивизия была сформирована в сентябре 1939 года в Киевском особом военном округе (КОВО). В сентябре же 1939 года в составе 13-го стрелкового корпуса Украинского фронта принимала участие в присоединении к СССР Западной Украины. В июне — июле 1940 года входила в состав войск 36-го стрелкового корпуса Южного фронта, осуществлявших занятие Бессарабии. По состоянию на 27 октября 1940 года в ней числилось 3211 человек.
На начало Великой Отечественной войны находилась в КОВО в Немировке. Вечером 22 июня начала выдвижение к фронту. 27 июня 146-я дивизия, отразив совместно с 14-й кавалерийской дивизией атаку немецких танков и пехоты, занимала рубеж Студзянка — Кременец. В конце июня — начале июля 146 сд вместе с другими частями 6-й армии под напором противника откатывалась на восток и к 6 июля вышла на рубеж Крапивна — Зубовцы — Влашановка.
В информации штаба Юго-Западного фронта о боевом и численном составе частей фронта по состоянию на 15 июля 1941 года сведения о состоянии 146 сд отсутствуют. Упоминается лишь, что два её полка 6 июля вели бой в окружении в районе Зелёная — Рублянка.
Позднее дивизия была передана в состав 26-й армии и на 22 июля находилась в армейском резерве на рубеже Юшки — Кузьминцы — Балыка. 28 июля дивизия обороняла переправы и рубеж в районе Ржищева, а 3 августа с подчинённой ей 159 сд вела бои в районе Гребени — Юшки — Паникарча. Гребени и Юшки в течение суток несколько раз переходили из рук в руки. К семи часам вечера дивизия занимала рубеж в полукилометре восточнее Паникарчи.
9 августа 146 сд, наступая в направлениях Кагарлыка и Певцев, расширила плацдарм в районе Ржищева, однако её подразделения были остановлены огнём противника из района Певцев и Ульяников. 15 августа немцы силою до двух пехотных дивизий начали наступление на Ржищев. К 15.00 силами 146 сд их атаки были отбиты. В 17.30 противник возобновил атаку, и бой продолжался на восточной и южной окраинах Ржищева.
На 21 августа личный состав дивизии вместе с тыловыми частями насчитывал 2814 человек. 25 августа сводный полк 146 сд, включённый в 37-й армию, вёл бой в составе Остерской группы с противником, прорвавшимся у Остера. 5 сентября дивизия, согласно решению командующего армией, переправилась на восточный берег р. Десна для усиления обороны в районе Остера. 8 августа дивизия, вошедшая в состав 64-го стрелкового корпуса, вместе с другими его частями обороняла берег Десны на фронте Белики — Евминка.
12 сентября 146 сд и 27-й моторизованный полк занимали рубеж Пальчики — Кошаны. Дивизия своим левым флангом совместно с частями 87 сд вела бой с противником, наступавшим из Остера. В 17.00 немцам удалось прорвать между ними фронт и овладеть Волчьей Горой.
15 сентября немецкие войска сомкнули кольцо вокруг 5-й, 21-й, 26-й и 37-й армий, образовав тем самым киевский котёл. К концу месяца они уничтожили советские части, оказавшиеся в окружении. Официально 146 сд была расформирована лишь 27 декабря 1941 года.

## Состав
- 512-й стрелковый полк
- 608-й стрелковый полк
- 698-й стрелковый полк
- 280-й артиллерийский полк
- 717-й гаубичный артиллерийский полк
- 211-й отдельный истребительно-противотанковый дивизион
- 476-й отдельный зенитный артиллерийский дивизион
- 126-й разведывательный батальон
- 119-й сапёрный батальон
- 226-й отдельный батальон связи
- 171-й медико-санитарный батальон
- 93-й взвод дегазации
- 133-й автотранспортный батальон
- 101-й полевой автохлебозавод
- 226-я полевая почтовая станция
- 352-я полевая касса Госбанка

## Подчинение
| На дату    | Фронт (округ)      | Армия      | Корпус (группа)        |  |
| ---------- | ------------------ | ---------- | ---------------------- |  |
| 22.06.1941 | Юго-Западный фронт | -          | 36-й стрелковый корпус |  |
| 01.07.1941 | Юго-Западный фронт | 6-я армия  | 36-й стрелковый корпус |  |
| 10.07.1941 | Юго-Западный фронт | 6-я армия  | 36-й стрелковый корпус |  |
| 01.08.1941 | Юго-Западный фронт | 26-я армия | -                      |  |
| 01.09.1941 | Юго-Западный фронт | 37-я армия | -                      |  |

## Командиры
- Герасимов Иван Михайлович (16.08.1939 — 19.09.1941) — комбриг (с 05.06.1940 генерал-майор)
- Алексеев, Александр Николаевич (20.09.1941 — 27.12.1941) — полковник

## Комиссары
- Аронов, Арон Хаимович (7.07.1941 — 15.09.1941) — полковой комиссар